# Miss Teen Universo
Miss Teen Universo é um concurso internacional de beleza para adolescentes entre 15 e 18 anos de idade criado por Cesar Montecé, presidente da companhia Queen of Ecuador em 2003.
A atual detentora do título internacional é a equatoriana Doménica Morán, eleita em 25 de Novembro de 2024, em Lima, no Peru.

## História
O concurso de Miss Teen Universo foi criado pelo equatoriano Cesar Montecé, presidente da companhia Queen of Ecuador em 2003.
Em 2024, Rodrigo Moreira, tornou-se diretor e titular da marca registrada.

## Vencedoras

### Miss Teen Universo
Abaixo encontra-se a lista de todas as vencedoras do certame:
| Ano  | Edição | Vencedora              | País    | Local do evento | Ref.              |
| ---- | ------ | ---------------------- | ------- | --------------- | ----------------- |
| 2024 | 1ª     | Doménica Morán Mendoza | Equador | Lima            | [ 2 ] [ 3 ] [ 4 ] |

## Requisitos de participação
- Ser mulher por nascimento.
- Represente o seu país de origem.
- Ter entre 14 e 19 anos.
- Nunca tendo sido casado.
- Não estar, nem ter estado grávida.
- Tenha vontade de ser Miss Teen Universo e cumpra todos os compromissos que isso implica.